# Márta Károlyi
Márta Károlyi, parfois orthographié Martha Karolyi, née Erőss le 29 août 1942 à Székelyudvarhely (aujourd'hui Odorheiu Secuiesc), est une entraîneuse de gymnastique roumaine et américaine. Elle est l'épouse de Béla Károlyi.

## Biographie
Márta Károlyi naît à Székelyudvarhely (aujourd'hui Odorheiu Secuiesc). Elle rencontre Béla Károlyi, son futur mari, lors de ses études universitaires dans le domaine du sport qu'elle suit à Cluj-Napoca. En tant qu'entraîneuse, elle participe à onze éditions des Jeux olympiques : deux avec l'équipe de gymnastique de Roumanie puis neuf avec l'équipe de gymnastique des États Unis. Elle fait défection aux États-Unis avec son mari en 1981 après des différends avec la fédération roumaine de gymnastique. 
En 2001, Márta Károlyi prend la succession de son mari comme coordinatrice de l'équipe américaine de gymnastique. Après des succès aux Jeux olympiques d'Athènes en 2004 et de Pékin en 2008, la place de la coordinatrice grandit, si bien que les sélections nationales se déroulent à son domicile, dans une structure construite pour l'occasion, et nommée « The Ranch » ou Karolyi Ranch (en).
Interrogée dans le cadre du scandale des abus sexuels dans la fédération américaine de gymnastique, elle avoue avoir eu connaissance des faits dès juin 2015 sans pour autant avoir dénoncé les faits commis par le médecin Larry Nassar au Ranch. Le couple Károlyi est lui-même critiqué et poursuivi pour avoir frappé les gymnastes, avoir encouragé les parents à frapper leurs enfants, privé les gymnastes de nourriture et crié des obscénités aux sportives comme par exemple qu'elles sont grosses, devant le reste des gymnastes. En janvier 2018, USA Gymnastics arrête toute relation avec le couple Károlyi.